# ادوارد اسکورک
ادوارد اسکورک (انگلیسی: Edward Skorek؛ زاده ۱۳ ژوئن ۱۹۴۳) بازیکن سابق تیم ملی والیبال لهستان و مربی فعلی تیم ورشو است. ادوارد در مسابقات المپیک ۱۹۷۶ عضو تیم ملی لهستان بود و مدال طلا مسابقات را به دست آورد.
او به دنبال والییبال حرفه‌ای به عنوان یک مربی در لیگ‌های مختلف اروپایی تلاش کرده‌است و در حال حاضر به عنوان سرمربی برای دانشگاه ورشو لهستان کار می‌کند.